# Alice da Normandia
Alice da Normandia ou Adelaide (c. 1002 – 1038) era a filha de Ricardo II, duque da Normandia e de Judite da Bretanha.
Casou-se com Reinaldo I de Borgonha e teve os seguintes filhos:
- Guilherme I, conde da Borgonha
- Gui de Brionne ou Guy de Borgonha (c. 1025–1069), educado na corte da Normandia, que conduziria uma revolta pelo controle do ducado contra o seu primo Guilherme da Normandia (mais tarde Guilherme, o Conquistador). Teve que deixar o seu condado de Brionne e Vernon, na Normandia, depois de estar à frente da coalizão dos barões da Normandia, que foi derrotada na batalha de Val-ès-Dunes em 1047. Gui encontrou refúgio com seu tio Godofredo II, conde de Anjou. Mais tarde, tentou assumir o condado de Borgonha de seu irmão Guilherme.
- Hugo (c. 1037 – c. 1086), Visconde de Lons-le-Saunier, senhor de Montmorot, Navilly e Scey casou-se com Aldeberge Scey. Eles tiveram um filho, Montmorot Thibert, fundador da casa de Montmorot (ou Montmoret).
- Falcon ou Fouques de Borgonha (em destino desconhecido).
- Alberada de Buonalbergo (ou Alberada De Macon; c. 1033 – c. 1122) foi a primeira esposa de Roberto de Altavila.